# Zoran Jovanović (calciatore)
Zoran Jovanović (Malmö, 25 settembre 1986) è un calciatore svedese, attaccante svincolato.

## Carriera
Nato a Malmö, è cresciuto nella locale squadra dell'IFK Malmö, con la quale ha anche giocato nelle serie dilettantistiche svedesi.
Nel 2009, all'età di ventidue anni, ha disputato la sua prima stagione nel campionato di Allsvenskan con la maglia del Trelleborg, mettendo a referto 13 presenze e nessuna rete all'attivo. È rimasto in rosa anche l'anno seguente, ma ha avuto molto meno spazio, giocando solo una partita.
Nel 2011 è ritornato quindi a disputare la terza serie nazionale, con il prestito al Limhamn Bunkeflo insieme al fratello minore Daniel.
Un anno dopo, dopo aver rinnovato il contratto, è tornato a far parte della rosa del Trelleborg, con la squadra che nel frattempo era scesa in Superettan. La stagione del Trelleborg si è chiusa con la seconda retrocessione nel giro di due anni. Tre anni dopo, con un bottino di 13 reti in 22 partite al termine della stagione 2015, Jovanović ha contribuito al raggiungimento della promozione dalla terza alla seconda serie.
Sempre con il Trelleborg ha conquistato poi un'ulteriore promozione, ottenuta alla fine del campionato di Superettan 2017: è stata una sua rete ad aprire le marcature nello spareggio di andata, vinto in casa contro lo Jönköpings Södra. Nel 2018 è dunque tornato a calcare i campi della massima serie con il Trelleborg, ma a fine stagione la squadra è retrocessa.
Al termine del campionato di Superettan 2019, concluso con una salvezza, il trentatreenne Jovanović ha posto fine alla sua lunga parentesi al Trelleborg ed è sceso in quarta serie per giocare nell'Österlen FF, partecipando alla promozione in terza serie centrata al termine del suo primo anno nel club ma anche alla retrocessione in quarta serie al termine della sua seconda stagione. Nel 2023 ha giocato una partita in settima serie con l'Heleneholms SK.